# Bækkeskov
Bækkeskov er dannet som hovedgård i 1600 af Vibeke Beck. Gården ligger i Everdrup Sogn i Næstved Kommune. Hovedbygningen er opført i 1796.
Bækkeskov Gods er på 745,8 hektar med Bregnegård.

## Ejere af Bækkeskov
- (1600-1609) Vibeke Jokumsdatter Beck gift Galde
- (1609-1631) Christoffer Galde
- (1631-1633) Christian 4.
- (1633-1650) Merete Grubbe gift Urne
- (1650-1679) Christoffer Lindenov
- (1679-1691) Anne Elisabeth Christoffersdatter Lindenov gift Urne
- (1691-1693) Otto Krabbe
- (1693-1711) Sten Skinkel
- (1711-1718) Anne Marie von Offenberg gift Skinkel
- (1718-1729) Rudolf Skinkel
- (1729-1738) Knud Ahasverus Becker
- (1738-1741) Helene Marie Brummondt gift (1) Becker (2) von Folsach
- (1741-1757) Bredo von Munthe af Morgenstierne
- (1757-1759) Anna Dorothea Smith gift von Munthe af Morgenstierne
- (1759-1795) Otto Christopher von Munthe af Morgenstierne
- (1795-1805) Charles Joseph August Selby
- (1805-1810) Peter Benedik Petersen
- (1810-1843) Mikkel Leigh Smith
- (1843-1844) Cecile Caroline de Coninck gift (1) Pingel (2) Clemens (3) Smith
- (1844-1869) Christian Andreas Vind
- (1869-1881) Anne Sophie Elisabeth Hoppe gift Vind
- (1881-1906) Carl Rudolph Emil Vind
- (1906-1923) Ove Frederik Christian Vind
- (1923-1924) E. Bruun
- (1924-1926) E. Bruun
- (1926-1929) P.F. Lagoni
- (1929-1936) Emil Victor Schau Lassen
- (1936-1942) Siegfried Victor lensgreve Raben-Levetzau
- (1942-1975) Else Illum gift Trock-Jansen
- (1975-1996) Børge Hinsch
- (1996-2017) Peter Hermann Zobel
- (2017-) Bækkeskov Gods A/S ved Michael Immanuel Jebsen (søn af Hans Michael Jebsen)